# Берзан Олександр Якович
Берзан Олександр Якович (рос. Берзан Александр Яковлевич; нар. 1 серпня 1957, Дороцьке, Дубесарський район, Молдавська РСР, СРСР) — російський воєначальник, начальник Служби безпеки польотів авіації ЗС РФ із жовтня 2014 по 2016 рік, заслужений військовий льотчик Російський Федерації, генерал-майор.

## Біографія
Олександр Якович Берзан народився 1 серпня 1957 року в селі Дороцьке, Дубесарського району, Молдавської РСР.
У 1978 році закінчив Армавірське вище військове авіаційне Червонопрапорне училище льотчиків ППО, потім, у 1994 році командний факультет Військово-повітряної академії ім. Ю. О. Гагаріна.
Після закінчення училища проходив службу в Прибалтійському військовому окрузі, Групі радянських військ у Німеччині та Закавказькому військовому окрузі на посадах від льотчика до заступника командира авіаційного винищувального полку з льотної підготовки.
Із 1994 до 2000 роки служив у Північно-Кавказькому військовому окрузі на посадах заступника командира винищувального авіаційного полку, командира винищувального авіаційного полку, командира авіаційної бази Групи Російських військ у Закавказзі.
Із травня 2000 року проходить службу в Службі безпеки польотів авіації Збройних сил РФ.
У 2004 році закінчив факультет перепідготовки та підвищення кваліфікації Військової академії Генерального штабу Збройних сил Російської Федерації.
Із березня 2005 року по червень 2013 року — начальник інспекції (нагляду безпеки польотів та профілактики аварійності) Служби безпеки польотів авіації Збройних сил РФ, з червня 2013 року по жовтень 2014 року — заступник начальника Служби безпеки польотів авіації Збройних сил РФ.
У жовтні 2014 року призначений на посаду начальника Служби безпеки польотів авіації Збройних сил РФ.
У 2015—2016 роках, на чолі інспекції нагляду безпеки польотів неодноразово вилітав до Сирії, до складу авіаційного угрупування ВКС Росії.
У липні 2015 року під час навчального польоту з авіабази Кущевська змушений був катапультуватися з несправного винищувача МіГ-29. Літак упав за вісім кілометрів від авіабази, поблизу хутора Нардегін. Жертв і руйнувань не було.
У 2016 році Берзана було усунено з посади.
Є членом редакційної колегії військово-теоретичного журналу «Военная мысль».

## Нагороди
Медалі:
- Медаль ордена «За заслуги перед Вітчизною» II ступеня з мечами;
- Ювілейна медаль «50 років Перемоги у Великій Вітчизняній війні 1941—1945 рр.»;
- Медаль «70 років Збройних Сил СРСР»;
- Медаль «200 років МВС Росії»;
- Медаль «За зміцнення бойової співдружності»;
- Медаль «200 років Міністерству оборони»;
- Медаль «За службу у Військово-повітряних силах»;
- Медаль «100 років військово-повітряним силам»;
- Медаль «Учаснику військової операції в Сирії»;
- Медаль «За відзнаку у військовій службі» I, II і III ступеня.

Цінні подарунки:
- Цінний подарунок Міністра оборони (5 лютого 2014)[5] .

Почесні звання:
- Почесне звання «Заслужений військовий льотчик Російської Федерації» ;
- Класна кваліфікація «Військовий льотчик-снайпер» .